# Lista de representantes permanentes do Sri Lanka nas Nações Unidas
Esta é uma lista de representantes permanentes do Sri Lanka, ou outros chefes de missão, junto da Organização das Nações Unidas em Nova Iorque.
O Sri Lanka foi admitido como membro das Nações Unidas a 14 de dezembro de 1955.
| Início | Término | Representante permanente (Chefe de missão) | Cargo                        | Credenciais |
| ------ | ------- | ------------------------------------------ | ---------------------------- | ----------- |
| 1956   | 1958    | Senerat Gunewardene                        | Representante permanente     | 1956-02-28  |
| 1958   | 1961    | Claude Corea                               | Representante permanente     | 1958-05-03  |
| 1961   | 1963    | Gunapala Piyasena Malalasekera             | Representante permanente     | 1961-08-15  |
| 1963   | 1965    | Senerat Gunewardene                        | Representante permanente     | 1963-07-17  |
| 1965   | 1967    | Francis de S. Jayaratne                    | Representante permanente     | 1965-05-12  |
| 1967   | 1978    | Hamilton Shirley Amerasinghe               | Representante permanente     | 1967-08-07  |
| 1978   | 1980    | Biyagamage J. Fernando                     | Representante permanente     | 1978-03-17  |
| 1980   | 1984    | Ignatius Benedict Fonseka                  | Representante permanente     | 1980-09-16  |
| 1984   | 1987    | Nissanka Wijewardane                       | Representante permanente     | 1984-05-01  |
| 1988   | 1991    | Dayananda Perera                           | Representante permanente     | 1988-02-25  |
| 1991   | 1994    | Stanley Kalpage                            | Representante permanente     | 1991-03-14  |
| 1995   | 1998    | Herman Leonard de Silva                    | Representante permanente     | 1995-02-01  |
| 1998   | 2002    | John De Saram                              | Representante permanente     | 1998-04-27  |
| 2002   | 2004    | Chithambaranathan Mahendran                | Representante permanente     | 2002-04-17  |
| 2004   | 2005    | Bernard Goonetilleke                       | Encarregado de negócios a.i. | -           |
| 2005   | 2008    | Prasad Kariyawasam                         | Representante permanente     | 2005-04-04  |
| 2008   | 2009    | Hewa Palihakkara                           | Representante permanente     | 2008-08-25  |
| 2009   | 2015    | Palitha Kohona                             | Representante permanente     | 2009-09-11  |
| 2015   | atual   | Amrith Rohan Perera                        | Representante permanente     | 2015-04-22  |